# Desio
Desio là một thị xã và comune ở tỉnh Monza, Italia.
Năm 1277, đây là nơi diễn ra trận đánh giữa các dòng họ Visconti à della Torre tranh nhau quyền cai trị Milano. Đây là nơi sinh của Giáo hoàng Pius XI và cầu thủ Arsenal Vito Mannone. Desio trở thành thành phố ngày 24 tháng 2 năm 1924 theo dụ của hoàng gia.

## Công trình nổi bật
- Villa Tittoni (thế kỷ 18)
- Torre dei Palagi (thế kỷ 19)